# Čedi-Chol'skij kožuun
Il Čedi-Chol'skij kožuun (in russo Чеди-Хольский кожуун?; in tuvano: Чеди-Хөл кожуун) è un distretto della Repubblica di Tuva, nella Siberia Orientale. Occupa una superficie di 3 706,32 chilometri quadrati, è suddiviso in 6 sumon, ospita una popolazione di circa 7 788 abitanti e ha come capoluogo il villaggio di Chovu-Aksy.